# توم إليوت
توم إليوت (بالإنجليزية: Tom Elliott)‏ (9 نوفمبر 1990 بليدز في المملكة المتحدة - ) هو لاعب كرة قدم بريطاني في مركز الهجوم. شارك مع منتخب إنجلترا تحت 16 سنة لكرة القدم ومنتخب إنجلترا تحت 18 سنة لكرة القدم. أما مع النوادي، فقد لعب مع ستوكبورت كونتي وكامبريدج يونايتد وليدز يونايتد وماكليسفيلد تاون ونادي بوري ونادي روذرهام يونايتد وهاميلتون أكاديميكال وإيه أف سي ويمبلدون.

## وصلات خارجية
- توم إليوت على موقع قاعدة بيانات كرة القدم.إي يو (الإنجليزية)
- توم إليوت على موقع Soccerbase.com (لاعب) (الإنجليزية)
- توم إليوت على موقع Soccerway.com (الإنجليزية)
- توم إليوت على موقع عالم كرة القدم.نت (الإنجليزية)